# Brug bij Hasselt (N74)
De brug bij Hasselt is een boogbrug over het Albertkanaal in Hasselt. De brug maakt deel uit van de N74.
De eerste brug op deze locatie was een vierendeelbrug. Deze werd gebouwd tijdens de aanleg van het kanaal in de jaren 30. Het was de langste gelaste brug van de wereld op dat moment. De brug trad in werking in februari 1937, maar stortte op 14 maart 1938 in, net nadat de tram Hasselt-Genk het kanaal overstak. Men bouwde een tijdelijke baileybrug. Deze werd in 1940 vervangen door een nieuwe vierendeelbrug die tot 1982 dienst zou doen. In 1982 werd deze brug vervangen door een boogbrug met een doorvaartbreedte van ruim 86 meter en een doorvaarthoogte van 7 meter.